# Gojakovići (Serbia)
Gojakovići (cyr. Гојаковићи) – wieś w Serbii, w okręgu zlatiborskim, w gminie Prijepolje. W 2011 roku liczyła 105 mieszkańców.